# 眠くなるテレビ
『眠くなるテレビ』（ねむくなるてれび）は、フジテレビの深夜帯であるJOCX-TV2にて1988年10月11日から12月20日に放送されたフジテレビ製作のアイドルバラエティ番組。全11回。

## 概要
毎回様々な女性アイドルたちが出演し、イメージビデオの如くベッドの上で寝転がる、淡々と雑談をする、あくびをする、催眠術をかける、本の朗読、等といった他愛のない映像を流して、視聴者を退屈させて眠らせようという趣旨の番組である。
最終回ではリクエスト特集として、過去の回から選りすぐったアイドルたちの映像が放送された。

## 主なコーナー
アバンタイトル
- 毎回オープニング前に寝付けないアイドルが「眠れない！」と叫ぶ。

眠くなるワンシーンシアター
- 日常生活で眠くなるワンシーンを映像化。

夢の中で…
- アイドルが夢の中の不思議な世界をさまよう。

超スローモーションで眠りに誘う…
- アイドルの姿を超スローモーションで見せる。

眠くなる女の子の長電話
- アイドルが長電話をしている姿をただただ流す。

丹波哲郎 催眠術の世界
- 丹波哲郎のお面を付けたアイドルたちが眠くなる催眠術をかける。

眠れぬ夜の一人遊び
- 様々な一人遊びを淡々と行っていく。

目が疲れる4分割動画
- 無関係な映像と共にアイドルのインタビュー映像が流れる。

目が疲れるストロボ組体操
- 激しいフラッシュが焚かれる中、組体操を行う。

深夜のことわざ教室
真夜中の体操教室
日本の地名講座
まっしろけTALK
- 白一色の画面の中、顔以外を白で覆ったアイドルが雑談する。

歯磨き
- エンディング前にアイドルが歯磨きをしている最中、新曲やイベントの告知が表示される。

## 放送リスト
| 話数 | 放送日     | 出演アイドル |
| ---- | ---------- | --- |
| 1    | 1988/10/11 | 中村由真、斉藤満喜子、我妻佳代、本田理沙、岡本南、畠田理恵、真弓倫子、小沢なつき |
| 2    | 1988/10/18 | 本田理沙、斉藤満喜子、我妻佳代、中村由真、岡本南、畠田理恵、小沢なつき、BaBe |
| 3    | 1988/10/25 | 小川範子、佐野量子、パンプキン、森口博子、藤谷美紀、BaBe、田中律子、相川恵里、岡本南、伊藤美紀 |
| 4    | 1988/11/01 | パンプキン、BaBe、北岡夢子、森口博子、田中律子、小川範子、佐野量子、藤谷美紀、ラン・リーティン、アンナアン、相川恵里、伊藤美紀 |
| 5    | 1988/11/08 | 田中律子、小川範子、佐野量子、パンプキン、森口博子、相川恵里、アンナアン、藤谷美紀、ラン・リーティン |
| 6    | 1988/11/15 | 森口博子、佐野量子、小川範子、BaBe、藤谷美紀、アンナアン、相川恵里、パンプキン、伊藤美紀、田中律子、芹沢直美、北岡夢子 |
| 7    | 1988/11/22 | 立花理佐、芹沢直美、島崎路子、浅倉亜季、森下恵理、小高恵美、円谷優子、真弓倫子、少女隊、西田ひかる、守谷香、藤井一子 |
| 8    | 1988/11/29 | 西田ひかる、浅倉亜季、島崎路子、森下恵理、藤井一子、立花理佐、芹沢直美、真弓倫子、小高恵美、八木さおり、守谷香、少女隊 |
| 9    | 1988/12/06 | 芹沢直美、守谷香、島崎路子、浅倉亜季、森下恵理、小高恵美、西田ひかる、少女隊、八木さおり、立花理佐、グロリア・イップ、円谷優子 |
| 10   | 1988/12/13 | 少女隊、立花理佐、小高恵美、円谷優子、グロリア・イップ、芹沢直美、島崎路子、浅倉亜季、守谷香、森下恵理、藤井一子、西田ひかる、八木さおり                                                                                                   |
| 11   | 1988/12/20 | 『リクエスト特集』 斉藤満喜子、我妻佳代、小沢なつき、岡本南、畠田理恵、小川範子、佐野量子、本田理沙、相川恵里、森口博子、藤谷美紀、BaBe、 芹沢直美、森下恵理、立花理佐、藤井一子、中村由真、岡本南、伊藤美紀、パンプキン、ラン・リーティン |

## テーマ曲
- オープニング：「嵐が丘」（ケイト・ブッシュ）
- エンディング：「シーズ・リーヴィング・ホーム」（ビートルズ）

## スタッフ
- 構成：長田聖一郎、田中直人
- 技術：坂本逸朗（八峯テレビ）
- 照明：星野仁志（彩光）
- 編集：廣上勇人（映像通信）
- 音効：田中稔（スポット）
- メイク：近江純子（クリエイトESSE）
- スタイリスト：合田リカ
- ディレクター：小林祐司、駒木純一、山地孝英
- プロデューサー：山田登（フジテレビ）、松野暁
- 制作協力：IVSテレビ制作
- 制作著作：フジテレビ